# 데이브 잉글랜드
데이브 잉글랜드(Dave England, 1969년 12월 30일 ~ )는 미국의 스턴트 배우이다.